# ADHDに関する論争
ADHDに関する論争（ADHDにかんするろんそう）では、ADHD（注意欠陥・多動性障害）に関する論争について記述する。
ADHDに関しては、その医学的診断と実態の曖昧さにより、多くの論争が起きている。DSM-IV-TRにおいては行動障害と分類されていたが2013年のDSM-5では神経発達障害と改められた。2005年、発達障害者支援法において規定されたこともあり、日本では発達障害の一種と認識されている。

## 障害としての曖昧さ
日本では1997年11月、朝日新聞が神戸連続児童殺傷事件に関し、ADHDが犯罪に関連するかのような印象を与えたと、精神発達指導教育協会などから謝罪を求められ、紙面で謝罪している。1999年には7月22日付けの『女性セブン』28号に、精神科医の和田秀樹が、学級崩壊とADHDの関連性などに関して述べ、親の愛情不足の影響に言及したため、当事者団体や当事者家族から抗議を受けた。
ニューヨーク・タイムズは、ADHD有病率の急激な増加には過剰診断や製薬会社による病気喧伝に原因があると述べている。
精神科医のサイモン・ソボは、ADHDを持つ人の殆どは、楽しいことをしているときは問題なく集中しているため、生物学的脳障害ではないのではないかと論じる。
しかし、こういった、ADHDの医学的な実体に異を唱える各見解を、アメリカ精神医学会、アメリカ心理学会、米国医師会、米国小児科学会は拒否している。
1990年、アメリカ国立精神衛生研究所（NIMH)のアラン・ザメトキンは、ニューイングランド・ジャーナル・オブ・メディシンに、運動前野と上前頭前皮質におけるブドウ糖の低代謝と成人の多動を関連づける研究を発表した。しかし、3年後、ザメトキンらは、Archives of General Psychiatry誌で、青年に同様の研究を試みたが良い結果を得られなかったことと、最初の研究も良好ではなかったことを発表した。多動な脳におけるブドウ糖の代謝率が、注意力の問題における原因なのか結果なのかもはっきりしないという。
2007年11月には、Proceedings of the National Academy of Sciences誌のオンライン版に、NIMHのフィリップ・ショウ、ジュディス・ラポポートらの研究で、ADHDの子供たちは前頭前皮質における脳の発達が他の普通の子供たちより3年遅れていると発表された。
研究が進むなかで、将来的には脳の画像を見て障害の診断をすることがあるかもしれないが、現在の診断は行動観察と家庭や学校などの情報に基づき臨床的に行われている。以前は微細脳障害と呼ばれていたが、脳障害を確定することができないので、状態を表す診断名となっているのである。
ADHDを理由として特別支援学級に進み、特別支援学校の高等部を卒業しても、それは「高卒」の学位として認められないため中卒扱いになり、就職で大きなハンデになる。障害者差別解消法では、普通学級で健常者と同様に学ぶ環境を確保するために、障害の特性に応じた「合理的配慮」が公立学校に義務付けられた。

## ラベリングの功罪
ADHD研究の権威であるラッセル・バークレーは、ラベルに多くの落とし穴があることは認めつつ、正確なラベルによって支援にアクセスでき、個人の理解にもつながるのだと言う。
ADHDと診断された息子を持つ、作家でジャーナリストのトム・ハートマンは、どんな子供であれ、脳障害のラベルを貼るのはむごいと言う。
心理学者で教育者のトーマス・アームストロングは、自己成就予言により、ラベルを貼られた子供がラベル通りになる危険性を説く。
アームストロングは、ADHDとラベルの貼られた子供がアクセスする行動療法にもラベルにも否定的で、子供の個性や状況に合わせた子育てを提唱している。

## 薬物療法の効果と危険性

### 効果
バークレーは、ADHDを治癒する方法は見つかっていないが、症状を最も改善させるのはリタリンなどの中枢神経刺激薬を用いた薬物療法であり、行動療法には短期的でその場限りの効果しかなく、食事療法には殆ど効果がないという。また、バークレーは、中枢神経刺激薬は、多動軽減、衝動減少、集中力改善において、服用した人の約70パーセントに効果があると述べている。
NIMHによる1993年の小冊子Learning Disabilities : Decade of the Brainには、多動児の90パーセントにリタリン (英: Ritalin®)やデキセドリン（英: Adderall, 英: Dexedrine®）による効果が見られたとある。
自身もADHDで医師のエドワード・ハロウェルは、薬はADDの人の80%に有効で、集中力を高める、脳の眼鏡のような働きをすると言う。
1999年、Pediatrics誌に掲載されたジョゼフ・ビーダーマンの研究では、リタリンなどの中枢神経刺激薬で治療されたADHDの男児は、治療されなかったADHD男児に比べて、成人してから薬やアルコールを乱用しにくくなると結論づけている。なおビーダーマンに関しては、のちに、2000年から2007年にかけての製薬会社からの160万ドルもの金銭授与と報告の不履行が問題になっている。バークレーは、子供時代の中枢神経刺激薬による治療と成人してからの薬物使用に関連はないとしている。

### 危険性の指摘
アメリカの社会がリタリンに大きく依存していることは、テレビのドラマからも垣間見られる。ER緊急救命室のシーズン5では、医学生のルーシー・ナイトが、医師のジョン・カーターに、リタリンをやめるよう薦められるが、やめるとあまりにも失敗が多く、カーターに黙って又リタリンを飲んでしまう。ボストン・パブリックでは、シーズン2、第30章で、教師のロニー・クックが、授業の妨げとなるADHDの生徒ザック、及びその親に、5歳のときから長期間服用していて断薬したリタリンを再開するよう迫る場面がある。
スウェーデンでは、エスカレートする乱用のため、1968年にリタリンを市場から撤退させた。
Clinical Pediatrics誌には、イリノイ大学小児科医エレナ・スリーターのプロジェクトで明らかになった、中枢神経刺激薬を服用中の多動な子供たちの声が報じられている。食欲がなくなる、悲しい、感覚がなくなる、自分が乗っ取られた感じ、どう説明したらいいかわからないけど、とにかくもう飲みたくない、などである。薬を飲んでも構わないよ、と言っている子供ですら、陰では、薬を飲めと嘆願し脅す親と泣きながら戦っていたり、誰も見ていないところで薬を吐き出したりしていた。

### 日本での議論、推移
日本では、1999年4月15日、「第145回国会衆議院の青少年問題に関する特別委員会に」おいて、参考人として呼ばれた小田晋が、じっと座っていられないADHDの子に引きずられて教室崩壊が始まる可能性について述べ、メチルフェニデートが有効だが、子供を薬漬けにするな、カウンセリングで治せと無理難題言われて、なかなか米国のように使えないと説明している。
リタリンは日本では乱用が問題になり、厚生労働省は2007年10月26日、これまで難治性うつ病、遷延性うつ病、ナルコレプシーとなっていた適応症を、製造元ノバルティスからの申請を認め、ナルコレプシーのみとした。同日、国内初のADHD治療薬として、メチルフェニデートの徐放剤であるコンサータの製造発売が、18歳未満への処方に限定して承認された（現在は18歳以上にも承認されている）。コンサータは長時間作用する薬であり量の調整ができないことから、服用した子供が昼食をとれない、眠れない、朝に飲んでいない場合は急な用事に対応できないなどの問題が起きている。また、薬価が高いため保護者の医療費負担も増えている。リタリンの処方を適切な方法で再開して欲しいという声もある。
小児科医の榊原洋一は、多数のADHDの子供がリタリンで改善されている事実が成人のリタリン乱用に比べて知られていないと指摘している。